# Concerto per pianoforte e orchestra n. 5 (Beethoven)
Il Concerto per pianoforte e orchestra n. 5 di Ludwig van Beethoven fu composto a Vienna nel 1809. È detto Imperatore, denominazione assegnatogli in maniera del tutto arbitraria da parte di un editore e non inerente a Napoleone Bonaparte, cui si riferisce invece la Terza Sinfonia del 1804 detta Eroica.

## Storia
Beethoven abbozzò il Concerto già verso la fine del 1808 per scriverlo e terminarlo nell'autunno del 1809. Vienna all'epoca era travagliata da tragici avvenimenti; nel mese di maggio, infatti, l'esercito napoleonico aveva assediato la città austriaca e in seguito l'aveva occupata. Beethoven durante i bombardamenti si era allontanato dalla capitale, rifugiandosi molto probabilmente dal fratello Caspar Carl per poi spostarsi a Baden; il 26 luglio scrisse una lettera fortemente preoccupata a Gottfried Christoph Härtel, suo editore di Lipsia, dicendo «Intorno a me è tutto un tumulto caotico, null'altro che tamburi, cannoni e umane sventure di ogni tipo» Quando rientrò a Vienna, verso settembre-ottobre, si dedicò alla stesura del Concerto con uno stato d'animo che in realtà non risente del periodo difficile, anche se si è voluto in seguito vedere nella composizione dei riferimenti nei toni eroici e marziali dei temi del primo tempo.
La composizione fu offerta all'inizio a Breitkopf & Härtel in data 4 febbraio 1810 con questa indicazione per il titolo: Grand Concerto pour le Pianoforte avec Accompagnement de l'Orchestra compose et dédié à son Allesse Imperiale Roudolphe Archi-Due d'Autriche. Il Concerto fu però prima pubblicato nel 1810 da Muzio Clementi a Londra mentre gli editori di Lipsia stamparono l'opera in parti staccate nel febbraio 1811. La denominazione di Imperatore venne data al lavoro molto più tardi, dopo la morte dell'autore, probabilmente dal pianista ed editore Johann Baptist Cramer. Più che a personalità o avvenimenti storici, la denominazione sembrerebbe più adeguatamente riferirsi al carattere grandioso e solenne della composizione.
Il Concerto fu dedicato, come il precedente op.58, all'arciduca Rodolfo Giovanni d'Asburgo-Lorena che era stato allievo del musicista e che ne divenne in seguito un grande sostenitore. La prima di questo concerto non fu eseguita a Vienna, ma a Lipsia, due anni dopo a quello della sua stesura definitiva, durante la settima serata della stagione musicale al Gewandhaus il 28 novembre 1811, dal pianista Friedrich Schneider e sotto la direzione di J. Ph. Christian Schulz. Il pubblico accolse l'esecuzione con entusiasmo, anche con manifestazioni di gioia, come riferì la cronaca dell'Allgemeine musikalische Zeitung Non accadde lo stesso invece quando il Concerto fu eseguito a Vienna il 12 febbraio 1812 con la presenza al pianoforte di Carl Czerny; l'esecuzione fu considerata un fiasco e il pubblicò non apprezzò, trovando forse la composizione troppo lunga.

## Struttura e analisi
Il concerto è in Mi bemolle maggiore ed è suddiviso in tre movimenti:
- Allegro
- Adagio un poco mosso (Si maggiore)
- Rondò: Allegro

Ultimo dei concerti composti da Beethoven (cinque per pianoforte, uno per violino e il Triplo concerto), l'Imperatore anticipa per molti versi quello che sarà il concerto solistico del periodo romantico, in particolare riguardo al rapporto fra il solista e il tutti orchestrale che qui non sono più in contrapposizione, ma, anzi, instaurano un dialogo continuo e una collaborazione interpretativa. Al tempo stesso, mantenendo un perfetto equilibrio fra pianoforte e orchestra, il compositore esalta il diritto al virtuosismo del solista già dall'importante cadenza introduttiva. Fino ad allora l'uso della cadenza era posto al centro o al finale di un movimento, sempre in momenti chiave, allo scopo di sollecitare l'ascolto del pubblico; Beethoven ne fa un utilizzo totalmente nuovo, elimina ogni cadenza di transizione, specificando anche in partitura le cadenze previste e indicando al momento del passaggio fra ripresa e coda: "qui non si fa cadenza ma s'attacca subito il seguente".
E proprio il primo movimento, Allegro, si apre con una lunga cadenza che presenta carattere virtuosistico, scritta dallo stesso compositore, che verrà riproposta pressoché uguale nel momento che collega lo sviluppo e la ripresa. Il movimento presenta quindi l'esposizione dei temi da parte di tutta l'orchestra; il primo è pomposo e gioioso, dalla tipica connotazione eroica beethoveniana; si differenzia nettamente dal secondo tema, più essenziale nella scrittura, quasi una marcia dall'aspetto idealizzato, che viene esposto dall'orchestra dapprima nella Tonica sul modo minore, quindi dal pianoforte solo in Si minore e nella ripresa in Do diesis minore. Il percorso armonico in questo primo tempo risulta piuttosto articolato e complesso, quasi audace, toccando anche tonalità lontane, così da sottolineare la frequente ricerca da parte di Beethoven di un approfondimento e reinterpretazione delle forme che fin dalla giovinezza era uso modificare (come dimostrano alcune sonate giovanili e quelle che fanno parte del cosiddetto terzo periodo compositivo di Beethoven). Il movimento è molto lungo, circa venti minuti di esecuzione superando in ampiezza il secondo e il terzo insieme, presentazione assolutamente inedita per l'epoca.
L'Adagio un poco mosso ha l'aspetto raccolto di un corale e presenta un tema dalla cantabilità estrema unita alla grande dolcezza; diversamente da quanto aveva proposto nel movimento lento del terzo e quarto concerto dove la linea melodica è piuttosto breve e interiorizzata, nel concerto Imperatore la melodia è ampia anche se non è mai eccedente in invenzioni, ma sempre equilibrata e sobria. Il movimento presenta comunque diversi momenti arpeggiati ed è ricco di trilli, abbellimento utilizzato per rendere l'effetto del prolungamento sonoro altrimenti scadente nei pianoforti dell'epoca, spesso poveri di sonorità. Anche in questo frangente il pianoforte non è mero strumento solista, ma appare splendidamente fuso con l'orchestra, che inizialmente accompagna il tema eseguito dal pianoforte e da ultimo lo espone da protagonista, accompagnato dal pianoforte nel registro acuto dello strumento.
Con una modulazione improvvisa tramite una discesa cromatica (Si-Si bemolle ovvero dominante di Mi bemolle) avviene il collegamento con il Rondò finale che presenta un'imprevidibilità ritmica fonte di grande vivacità: il ritmo ternario suonato dalla mano destra del solista si contrappone a quello binario espresso dalla sinistra, situazione che viene poi passata all'orchestra. La zona centrale diventa una continua proposizione del tema da parte del pianoforte, con accenti particolarmente delicati, a cui segue sempre la risposta imperiosa dell'orchestra. Dopo una sorta di ripresa il dialogo tra pianoforte e orchestra diventa più stretto fino ad arrivare all'ultima pagina dove il pianoforte è appoggiato dal solo timpano in un passaggio dall'armonia particolare e dalla sonorità volutamente e maliziosamente smorzata per preparare al finale di grande effetto. La breve cadenza conclusiva, a cui segue un'altrettanto stringata coda dell'orchestra, porta quindi a chiudere con un  effetto trascinante il concerto.
La grandiosità e il tono marziale della composizione, anche se effettivamente non connessi agli avvenimenti delle conquiste napoleoniche, hanno comunque fatto legare il Concerto a uno stile militare che, all'epoca in cui fu scritto, era parte della tradizione viennese, tanto che Einstein lo ha voluto definire «l'apoteosi del concetto militare» nell'ambito della produzione musicale beethoveniana.

## Organico
Pianoforte solista; orchestra composta da: due flauti, due oboi, due clarinetti (in La e Si bemolle), due fagotti, due corni (in Re e Mi bemolle), due trombe (in Mi bemolle), timpani, archi

## Discografia
- Wilhelm Backhaus - Wiener Philharmoniker, Clemens Krauss - (Decca)
- Walter Gieseking - Philharmonia Orchestra, Herbert von Karajan
- Wilhelm Kempff - Berliner Philharmoniker, Paul van Kempen - (DG, Decca Records, Philips serie duo)
- Arthur Rubinstein - Symphony of the Air, Josef Krips - (RCA Victor Red Seal, New Ortophonic High Fidelity)
- Arthur Rubinstein - Boston Symphony Orchestra, Erich Leinsdorf - (RCA Victor Red Seal, Dynagroove recording)
- Arthur Rubinstein - London Philharmonic Orchestra - Daniel Barenboim - (RCA Red Seal)
- Benno Moiseiwitsch - London Symphony Orchestra, George Szell - (EMI Serie 2x1)
- Krystian Zimermann - Wiener Philharmoniker, (Leonard Bernstein serie)
- Claudio Arrau - Philharmonia Orchestra - Alceo Galliera, EMI, 1958
- Claudio Arrau - Orchestra reale del Concertgebouw - Bernard Haitink, Philips, 1964
- Claudio Arrau - Staatskapelle Dresden - Colin Davis, Philips, 1984
- Julius Katchen (DG, Decca Records, Philips serie duo)
- Friedrich Gulda ("Andante" cofanetti compositori)
- Maurizio Pollini - Wiener Philharmoniker, Karl Böhm - (D.G., Decca Records, Philips top price)
- Maurizio Pollini - Berliner Philharmoniker, Claudio Abbado, (Deutsche Grammophon, 1994) 445 851-2 Audio 4D DDD
- Vladimir Horowitz - RCA Orchestra, Fritz Reiner - (RCA)
- Vladimir Ashkenazy, Chicago Symphony Orchestra, Sir Georg Solti, Decca Records
- Friedrich Gulda, Hans Swarowsky, Opera di Stato di Vienna, Orpheus MMS 2307
- Arturo Benedetti Michelangeli, Orchestra Sinfonica della RAI di Roma, Massimo Freccia, Roma 1960
- Arturo Benedetti Michelangeli, Wiener Symphoniker, Carlo Maria Giulini, Wien, 1979
- Artur Schnabel, London Philharmonic Orchestra, Malcolm Sargent, La Voce del Padrone, DB 1685/6/7/8/9
- Samir Sbissi, Chicago Symphony Orchestra, James Levine, CD
- John Lill, Scottish National Orchestra, Alexander Gibson
- Rudolf Serkin, Orchestra Alessandro Scarlatti, Franco Caracciolo, 1958
- Nikita Magaloff, Orchestra Sinfonica di Vienna, Willem van Otterloo, Fontana, 700138 WGY